# 부클리예

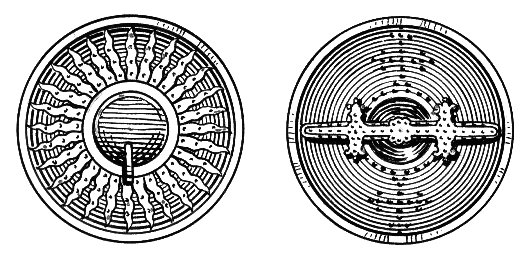
부클리예의 앞면과 뒷면

부클리예(프랑스어: bouclier [buklije][*], 영어: buckler 버클러[bʌ́klər][*])는 작은 방패의 일종이다. 직경은 15 ~ 45 센티미터 정도로 소형이고, 뒷면 가운데 손잡이를 주먹으로 잡는다. 중세 및 문예부흥기 때 편수검과 한 쌍으로 사용되었다. 크기가 작은지라 화살 등 사출무기에는 취약했지만 도검 및 철퇴류에는 비교적 효과적이었다.